# Kotkatsaari (ö i Södra Savolax, S:t Michel, lat 61,62, long 27,36)
Kotkatsaari är en ö i Finland. Den ligger i sjön Ukonvesi och i kommunen Sankt Michel i den ekonomiska regionen  S:t Michel och landskapet Södra Savolax, i den södra delen av landet, 210 km nordost om huvudstaden Helsingfors. Öns area är 2,8 hektar och dess största längd är 390 meter i nord-sydlig riktning.